# Bernardo Lecocq
Bernardo Lecocq Onesy (La Coruña, 10 de febrero de 1734 — Montevideo, 7 de diciembre de 1820) fue un ingeniero militar español que desarrolló una importante actividad en el Virreinato del Río de la Plata, donde alcanzó la comandancia del Real Cuerpo de Ingenieros. Tuvo un papel fundamental en las operaciones contra los invasores británicos en 1807 y producida la Revolución de Mayo de 1810, pese a su españolismo, permaneció en el Río de la Plata adhiriendo al movimiento emancipador.

## Biografía
Bernardo Lecocq nació en La Coruña, España, el 10 de febrero de 1734, hijo del ingeniero militar de origen flamenco Pedro Lecocq y de la irlandesa María Onesy.
Estudió en la Academia de Nobles Artes de Madrid, de influencia francesa y en 1753 inició su carrera militar especializándose como su padre en la rama de ingeniería, siendo su primer destino Cataluña como Subteniente Delineador. En 1770, dos años después de la reorganización del Real Cuerpo de Ingenieros como un arma separada, Lecocq fue destinado a la Banda Oriental del Virreinato del Río de la Plata, en el límite con Brasil, parte del imperio portugués, mientras ejercía la Comandancia de Ingenieros Juan Martín Cermeño.

### Virreinato del Río de la Plata (1772-1805)
En 1772 pasó como Ingeniero Extraordinario a Buenos Aires, y en 1773 acompañó la expedición del gobernador de Buenos Aires Juan José de Vértiz y Salcedo. Al llegar a principios de 1774 a los contrafuertes de la Sierra Geral, Lecocq construyó el Fuerte de Santa Tecla(31°20′14″S 54°6′18″O / -31.33722, -54.10500) para controlar las operaciones portuguesas en la región. La fortificación constaba de murallas de piedra y mampostería, rodeado por un foso de 9 metros de ancho y 2,5 metros de profundidad teniendo una muralla externa de 3 metros de altura y baluartes de 5,5 metros denominados San Agustín y San Miguel, San Juan Bautista, San Jorge y el medio baluarte de San Francisco. Las murallas eran de tapia y las construcciones de palo a pique. Un barranco sobre el río Negro servía de protección natural por el lado norte. Se le asignó una guarnición de 50 hombres de las tropas veteranas mandados por dos oficiales.

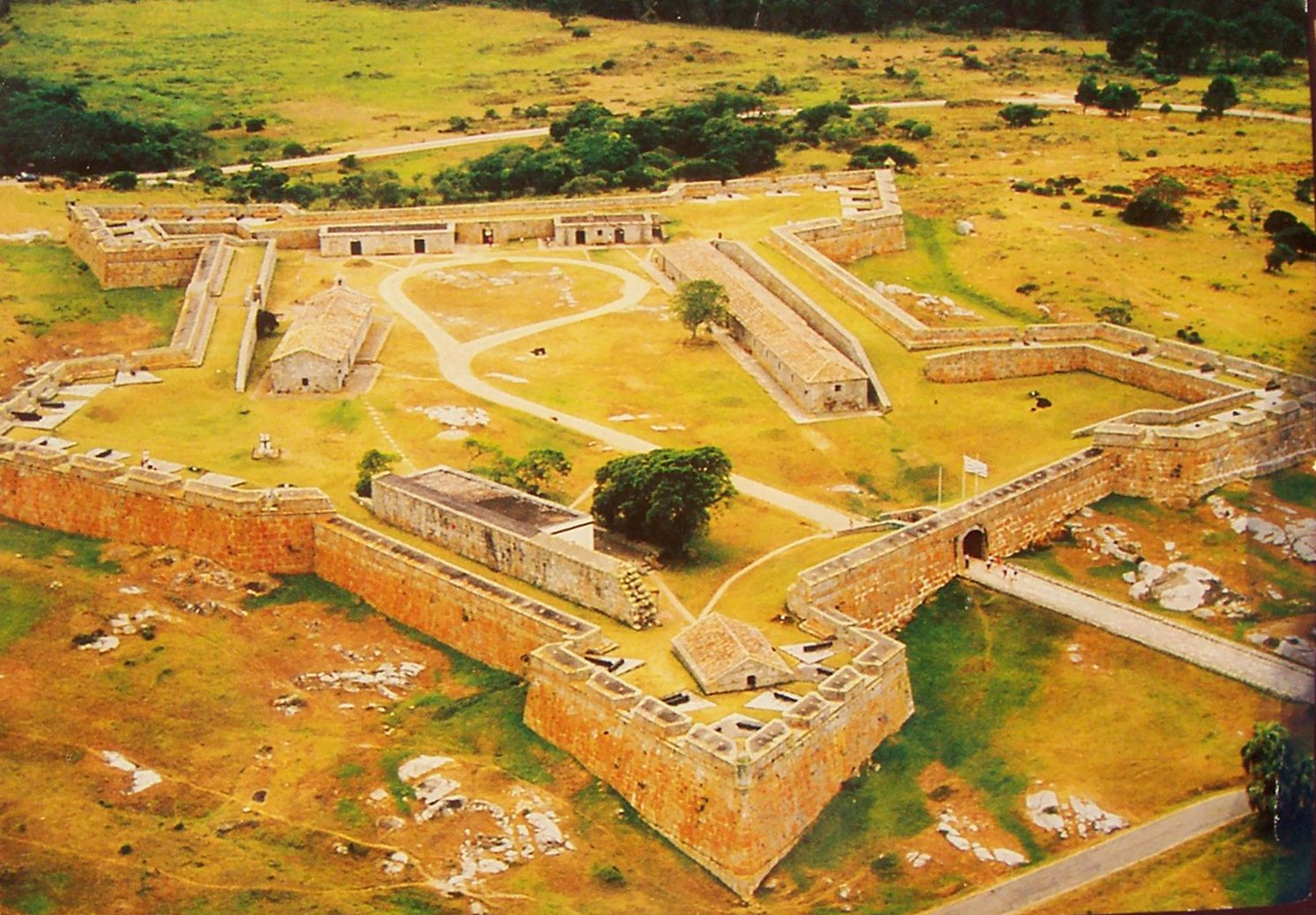
Fortaleza de Santa Teresa.

En 1775 Lecocq efectuó obras de refuerzo de la estructura de la fortaleza de Santa Teresa (33°42′3″S 53°27′48″O / -33.70083, -53.46333), localizada en la Sierra de San Miguel, Departamento de Rocha, a una distancia aproximada de 350 kilómetros de Montevideo; así como en el fuerte de San Miguel.
El 15 de diciembre de 1776 ascendió a Ingeniero Ordinario.
Junto al ingeniero José del Pozo dirigió luego las obras de fortificación en Montevideo. Las murallas y la ciudadela, obras de ingeniería militar, fueron construidas sobre la base del sistema Vauban implantando adelantos de la ingeniería española e italiana. A fines del siglo Lecocq modificaría la austera ornamentación arquitectónica inicial.
Por orden del virrey Vértiz, puso en condiciones adecuadas de operación las baterías pesadas de la plaza de Colonia del Sacramento y efectuó un estudio para la fortificación de la isla Martín García.
Desde 1783 integró la Comisión Demarcadora de Límites entre las posesiones de España y de Portugal, tarea que compartió con Diego de Alvear, Juan Francisco de Aguirre, Félix de Azara, José Cabrer, Pedro A. Cerviño, Pablo Zizur y Andrés de Oyarvide, y en la que actuó hasta 1790.
El 23 de diciembre de 1787 había sido promovido a teniente coronel de infantería e Ingeniero Segundo y en 1792 fue ascendido a Coronel e Ingeniero en Jefe.
En 1794 construyó una batería en la falda del cerro de Montevideo.
Consta registro de las disposiciones que adoptó en 1799 para la liberación de una de sus esclavas y sus hijos.
En 1800 se convirtió en Ingeniero Director y reiniciadas las hostilidades entre España y Portugal, tras el ataque del gobernador de Río Grande del Sur sobre las posiciones fortificadas españolas de la frontera y los siete pueblos de Misiones de la izquierda del río Uruguay, el Mariscal de Campo Joaquín del Pino, Virrey desde el 20 de mayo de 1801, dispuso el envío de fuerzas al mando de Bernardo Lecocq a las Misiones, teniendo como ayudante al entonces oficial de blandengues José Artigas. No obstante no llegó a actuar dado que pronto recibió noticias de la terminación de la guerra en virtud del convenio de Badajoz del 6 de junio, por lo que debió suspender su avance.

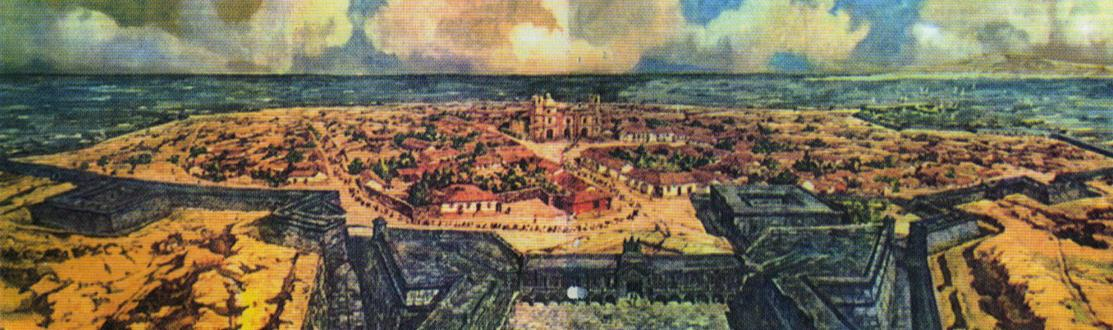
Montevideo, fines del.

En 1802 fue promovido a brigadier de Infantería y el 28 de enero de 1803 asumió la comandancia del Real Cuerpo de Ingenieros en reemplazo del ingeniero militar José García Martínez de Cáceres. El cuerpo en el Río de la Plata contaba entonces con solo ocho miembros dependiente de la Dirección General de Ingenieros de España y cuya función era proyectar fortificaciones y supervisar su construcción..
En 1805 realizó perfiles y elevaciones de las nuevas obras de fortificación en Montevideo junto a José Antonio del Pozo y Marquy.

### Invasiones Inglesas (1806-1807)
Durante la Segunda invasión inglesa al Río de la Plata Lecocq estaba en Montevideo al mando directo del gobernador de la ciudad, Pascual Ruiz Huidobro cuando se inició el Sitio de Montevideo de 1807.
Ruiz Huidobro contaba con una guarnición de solo 3.000 hombres, pero las fortificaciones, si bien parcialmente inconclusas, permitían plantear una estrategia defensiva hasta la llegada de refuerzos. Sin embargo, presionado por el pueblo y parte de la tropa ordenó efectuar el 20 de enero de 1807 una salida general contra las posiciones inglesas, que tras desembarcar cerca de la playa del Buceo el 16 de enero y de rechazar un destacamento español al mando de Sobremonte el 18, se habían establecido el lunes 19 de enero en una loma entre Tres Cruces y la actual calle Rivera, a 3,5 km de la Ciudadela.

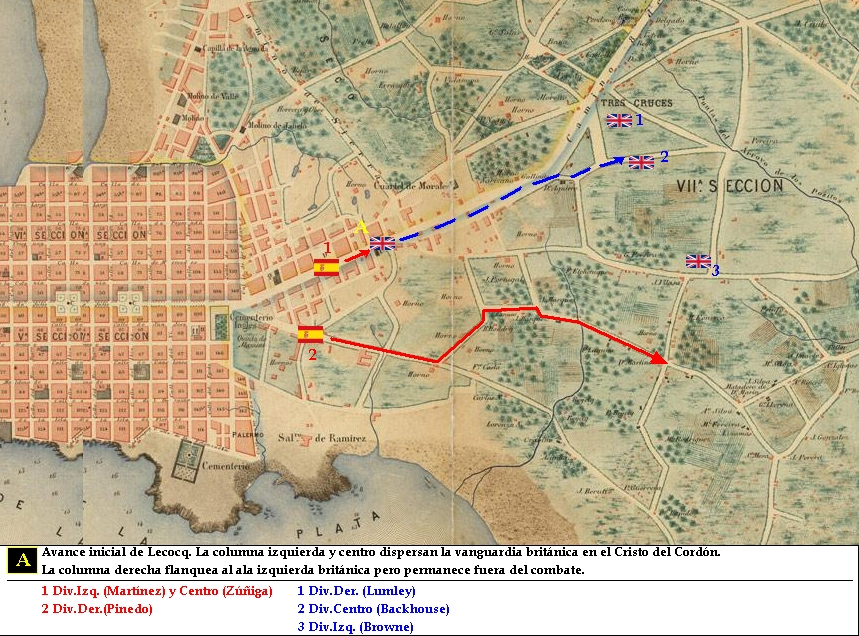
Combate del Cordón, 1.º fase (sobre plano de 1867).

Las fuerzas españolas, 2.362 hombres en su inmensa mayoría milicianos de la ciudad, estaban al mando de Lecocq, siendo su segundo el teniente coronel Francisco Javier de Viana.
La vanguardia (334 hombres) estaba compuesta de 2 compañías de Miñones (al mando del teniente de navío José Obregón) y 1 compañía del Real Cuerpo de Marina (al mando del teniente de navío José Corvera). 
El ala izquierda (690) mandada por el sargento mayor Juan Antonio Martínez estaba integrada por el Regimiento Fijo de Montevideo (270 veteranos), 60 marineros, la 1.º Compañía de Cazadores Voluntarios de Montevideo (Mateo Magariños, 60 hombres), el Tercio de Húsares del Gobierno (300 hombre al mando de Hipólito Mordeille) y 3 cañones al mando del capitán Colombo.
El centro del dispositivo, consistía de 650 hombres al mando del comandante Juan Francisco García de Zúñiga, y estaba formado por el batallón de Milicias de Montevideo y 2 cañones.
La columna derecha (688 hombres al mando del coronel Agustín José de Pinedo estaba formada por el Regimiento de Infantería de Buenos Aires (260 hombres), la 1.º Compañía de Blandengues de Montevideo (88), el escuadrón de milicianos de la provincia de Córdoba (100) y el del Paraguay (130), la 1.º Compañía de Cazadores Voluntarios de Montevideo (70 hombres al mando del sargento mayor Nicólas de Vedia), la 1.º Compañía de Voluntarios del Yi y Cerro Largo (40) y un obús.
A las 7 de la mañana del 20 de enero Lecoq inició el avance en tres columnas por la Calle del Cordón, actual Avenida 18 de Julio, con el objetivo de arrollar el flanco izquierdo de los británicos y aislar al ejército sitiador separándolo de la escuadra.
Las fuerzas británicas sumaban un total de 5000 hombres al mando del brigadier general Sir Samuel Auchmuty, quien tenía por segundo al brigadier general William Lumley. El ala derecha mandada directamente por Lumley estaba compuesta por el segundo batallón del Regimiento n.º 95 de Rifleros y el Batallón Ligero. El centro comandado por el teniente coronel Thomas Joseph Backhouse sumaba al Regimiento n.º 47, n.º 38 y n.º 87. Finalmente, el ala izquierda británica estaba al mando del coronel Gore Browne y consistía en las fuerzas del Regimiento n.º 40, acodado sobre el Camino Real (actual calle Rivera).
En las cercanías del Santo Cristo del Cordón se produjo el primer choque con la vanguardia británica, unos 400 hombres, dando comienzo el llamado Combate del Cordón o del Cardal.
La vanguardia y el centro de Lecocq hicieron retroceder a la vanguardia inglesa mientras la columna derecha española intentaba flanquear con la escasa caballería el ala izquierda británica marchando en paralelo a la costa.

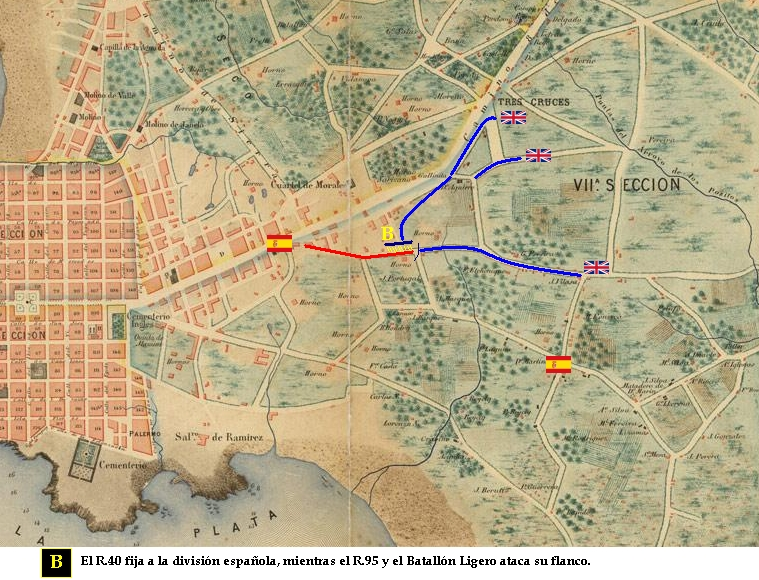
Combate del Cordón, 2.º fase (sobre plano de 1867).

Lecocq reinició el avance por el Camino Real buscando el flanco izquierdo británico pero el coronel Browne con tres compañías del Regimiento 40.º al mando del mayor Campbell consiguió estabilizar el frente mientras el general Lumley desplegaba a las compañías de Rifleros (Regimiento 95.º) y del Batallón Ligero en forma paralela al camino seguido por la columnas españolas para que se infiltraran por los maizales y cayeran sobre el flanco izquierdo de los defensores. El movimiento no fue advertido por los españoles hasta que las tropas emboscadas y a buen recaudo abrieron fuego a quemarropa causando una matanza.
Atacados por el frente por Browne, destrozados por el fuego de flanco y habiendo sufrido cientos de bajas, Lecocq ordenó la retirada a la ciudad, quedando los británicos dueños del campo.
Las cifras de bajas son muy variables, pero la media permiten estimar las pérdidas españolas en 800 hombres: 200 muertos, 400 heridos y 200 prisioneros, más la pérdida de un cañón y gran número de fusiles, mientras que los ingleses tuvieron 149 bajas en total, 20 muertos y 129 heridos.
Pocos días después caía Montevideo tras solo 18 días de sitio.

### Junta de Montevideo(1808)
Cuando en septiembre de 1808 el gobernador de Montevideo Francisco Javier de Elío resolvió desconocer la autoridad del virrey Santiago de Liniers y formar una Junta de gobierno autónoma, Lecocq se encontró entre los opositores a la medida, junto al comandante de marina Joaquín Ruiz Huidobro, el cura de la iglesia matriz Juan José Ortiz, el entonces Coronel Juan Francisco García de Zúñiga y su hijo Tomás García de Zúñiga Warnes, síndico procurador del Cabildo de Montevideo, al igual que algunos de los principales oficiales de marina.

### Revolución en el Alto Perú (1809)
En enero de 1809 apoyó a Liniers y formó parte y presidió el Consejo de Guerra formado para juzgar a los responsables de la asonada de Álzaga.
En mayo de 1809 se produjo la Revolución de Chuquisaca seguida en julio por un levantamiento más radicalizado en La Paz donde se formó una Junta de gobierno. El nuevo virrey Baltasar Hidalgo de Cisneros envió desde Buenos Aires una división de alrededor de mil hombres para reprimirla al mando del nuevo presidente de la Audiencia de Charcas mariscal de campo Vicente Nieto marchando Lecocq como segundo al mando en su carácter de subinspector general.
Las tropas partieron de Buenos Aires el 4 de octubre de 1809: veteranos del cuerpo de Dragones, del Regimiento Fijo de Infantería, del Real Cuerpo de Artillería y una compañía de marina, y milicianos del regimiento de Patricios, Arribeños, Andaluces, Montañeses y Artilleros de la Unión, a los que se sumaron algunos soldados en la provincia de Salta.
Reducidos los movimientos de Chuquisaca y de La Paz y mientras se desarrollaban los duros procesos contra los patriotas, Lecocq regresó a Buenos Aires.

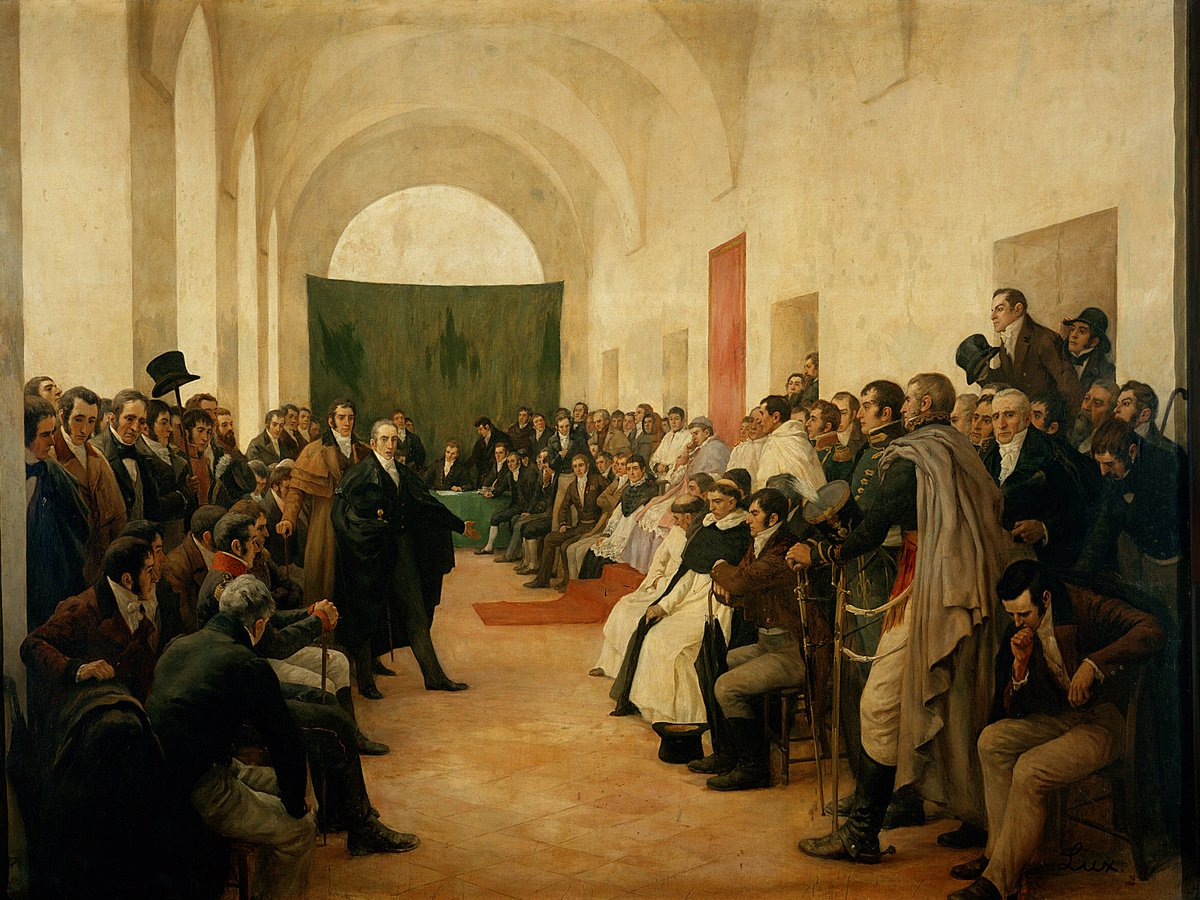
Cuadro realizado por Pedro Subercaseaux

### Revolución de Mayo(1810)
En su carácter de Brigadier Subinspector y director general del Real Cuerpo de Ingenieros, participó del cabildo abierto del 22 de mayo de 1810, en el que adhirió al voto de Pascual Ruiz Huidobro, por el que se solicitaba la cesación del virrey y el mando del cabildo hasta tanto se formara un gobierno provisorio que dependería de la legítima representación que en España ejerciera la soberanía de Fernando VII.
Cuando el 25 de mayo fueron citados por el cabildo los jefes militares, solo Lecocq, Francisco Orduña (Artillería) y José Ignacio de la Quintana (Dragones) mantuvieron silencio y no adhirieron al parecer de que Cisneros debía abandonar la presidencia de la Junta.
Permaneció en Buenos Aires tras la formación de la Primera Junta y pese a su posición fue elegido presidente de la causa contra Martín de Álzaga, Felipe Sentenach y José Miguel Ezquiaga.
En septiembre de 1812 en una de sus últimas actuaciones el primer triunvirato convocó una junta de guerra ante la crítica situación planteada por la retirada del Ejército del Norte y Lecocq participó de la misma, junto a José de San Martín, Carlos María de Alvear, Miguel de Azcuénaga, Ruiz Huidobro, Tomás de Anchorena, Matías de Irigoyen, Toribio de Luzuriaga y Feliciano Chiclana entre otros.
Ya anciano, regresó a la ciudad de Montevideo (ocupada por Portugal) donde falleció el 7 de diciembre de 1820 a los 86 años, siendo enterrado en la Iglesia Matriz de esa ciudad, cuya terminación había sido una de las obras civiles que encaró durante su paso por el Río de la Plata (otras fueron un faro en la isla de Flores que proyectó en abril de 1791, el proyecto de una plazoleta junto al foso del Fuerte de Buenos Aires, etc).
Había casado con María del Pilar de Pérez Valdéz, nativa de Buenos Aires y de origen altoperuano. Uno de sus hijos, Francisco Lecocq, fue un político y destacado empresario uruguayo, pionero junto a Federico Nin Reyes y al francés Carlos Tellier del procedimiento para la conservación y el transporte de carne fresca utilizando frío, y responsable del primer ensayo del mismo.
Su casa de Montevideo ubicada en 25 de Agosto 590 y 600 y Juan Carlos Gómez 1587/1589 fue declarada Monumento Histórico Nacional por Resolución 1097/975 del 8 de julio de 1975.